# Amano Kimiyoshi
Amano Kimiyoshi (japanisch 天野 公義; * 2. März 1921 in Kitatoshima, Präfektur Tokio; † 29. Juli 1990 in Bunkyō, Tokio) war ein japanischer Politiker der Demokratisch-Liberalen Partei, der Liberalen Partei und später der Liberaldemokratischen Partei (LDP), der unter anderem von September bis Dezember 1976 im umgebildeten Kabinett Miki Minister für Inneres und Kommunikation, Vorsitzender der Nationalen Kommission für Öffentliche Sicherheit und Kommissar der Behörde für die Entwicklung Hokkaidōs war.

## Leben
Amano Kimiyoshi absolvierte ein Studium an der Juristischen Fakultät der Kaiserlichen Universität Tokio und wurde für die Demokratisch-Liberale Partei (Minshu-jiyūtō) am 24. Januar 1949 erstmals Mitglied des Shūgiin, des Unterhauses des Parlaments (Kokkai), und gehörte diesem für den 6. Bezirk von Tokio zunächst bis zum 28. August 1952 an, wobei er während dieser Legislaturperiode jüngstes Mitglied des Repräsentantenhauses war. Nach Auflösung der Demokratisch-Liberalen Partei am 1. März 1950 trat er der Liberalen Partei (Jiyū-tō) als Mitglied bei und wurde für diese am 20. April 1953 erneut Mitglied des Repräsentantenhauses gewählt, in dem er bis zum 24. Januar 1955 abermals den 6. Bezirk von Tokio vertrat. Am 15. November 1955 wurde er Mitglied der Liberaldemokratischen Partei LDP (Jiyūminshutō), die aus der sogenannten konservativen Fusion (Hoshu Gōdō) von Liberaler Partei und Demokratischer Partei JDP (Nihon Minshutō) entstanden war. Am 23. Mai 1958 wurde er für die LDP abermals zum Mitglied des Shūgiin gewählt und vertrat mehr als 18 Jahre lang bis zum 9. Dezember 1976 wiederum den 6. Bezirk von Tokio. Während seiner Parlamentszugehörigkeit war er als Nachfolger von Uchida Tsuneo 1966 für kurze Zeit Vorsitzender des Ausschusses für Handel und Industrie des Repräsentantenhauses und wurde 1966 von Shimamura Ichirō in dieser parlamentarischen Funktion abgelöst. 1970 übernahm er von Yoshimitsu Fujita die Funktion des Vorsitzenden des Kabinettsausschusses des Shūgiin und hatte diese bis zu seiner Ablösung durch Inō Shigejirō 1971 inne.
Im Zuge der Umbildung des Kabinetts Miki wurde Amano am 15. September 1971 Minister für Inneres und Kommunikation, Vorsitzender der Nationalen Kommission für Öffentliche Sicherheit und Kommissar der Behörde für die Entwicklung Hokkaidōs und behielt diese Posten bis zum 24. Dezember 1976. Er war vom 8. Oktober 1979 bis zum 28. November 1983 sowie erneut zwischen dem 7. Juli 1986 und dem 24. Januar 1990 als Vertreter des 6. Bezirks von Tokio erneut Mitglied des Repräsentantenhauses. Zuletzt übernahm er 1986 von Sasaki Ryōsaku die Funktion des Vorsitzenden des Disziplinarausschusses des Shūgiin und behielt diese bis 1987, woraufhin Watanabe Eiichi ihn ablöste. Für seine Verdienste wurde ihm der Orden der Aufgehenden Sonne Erster Klasse verliehen.